# Orthilia secunda
La piroletta pendula (Orthilia secunda (L.) House, 1921) è una pianta erbacea della famiglia delle Ericacee.

## Descrizione

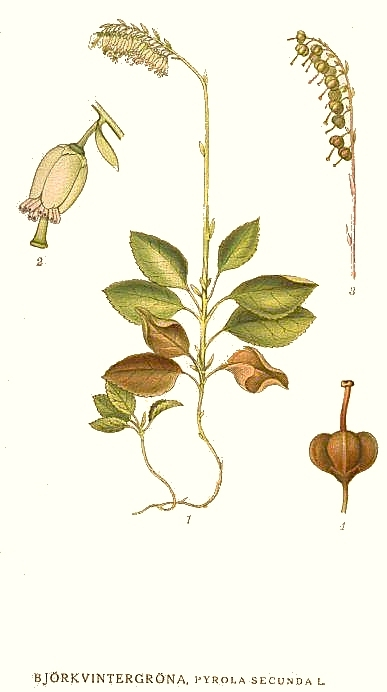

## Distribuzione e habitat
Specie diffusa in Nord America e America centrale (sino al Guatemala) ed in Eurasia.
Vive nelle aree ricche di muschi e licheni dei boschi di pecci, abeti e pinacee in genere, fra le luzule nei boschi di faggi e querce.